# 턱관절
턱관절 또는 악관절(顎關節)은 측두골의 관절와와 하악의 하악과두, 그리고 관절와 내에서의 하악과두가 이동할 수 있도록 완충작용을 하여주는 관절원판으로 구성되어 있으며 좌우에 각각 하나씩 두 개가 존재한다. 악관절은 관절 주위의 다양한 인대에 의해 지지되고 있으며 운동 시에는 이러한 인대와 저작근뿐만 아니라 두경부의 다른 많은 근육들도 직간접으로 영향을 주고 있다.